# Composition des équipes masculines de handball aux Jeux olympiques d'été de 2024
Pour des articles plus généraux, voir Tournoi masculin de handball aux Jeux olympiques d'été de 2024 et Handball aux Jeux olympiques d'été de 2024.
Cet article liste la composition des équipes masculines de handball aux Jeux olympiques d'été de 2024, organisés au Paris du 27 juillet au 14 août 2024.
Chaque équipe comporte 15 joueurs dont 14 sont alignées sur la feuille de match à chaque rencontre. De plus, plusieurs remplacements par équipe peuvent être fait au cours de la compétition.

## Modalités
Chaque équipe est composée de 14 joueurs. Pendant la compétition, toutes les équipes sont autorisées à :
- remplacer un joueur par tout autre joueur de la longue liste et de la liste des inscriptions provisoires de l'IHF (« liste des 35 ») jusqu'aux quarts de finale ;
- remplacer une fois le gardien de but par un autre gardien de but de la longue liste et de la liste des inscriptions provisoires de l'IHF (« liste des 35 ») jusqu'à la finale ;
- remplacer un joueur par un athlète remplaçant (accrédité « Ap ») jusqu'à la finale.

Le remplacement d'un joueur doit être annoncé un jour avant le match concerné.
Lors d'un remplacement de joueur, le joueur sortant est indiqué par l'icône  et le joueur entrant par l'icône  .

### 

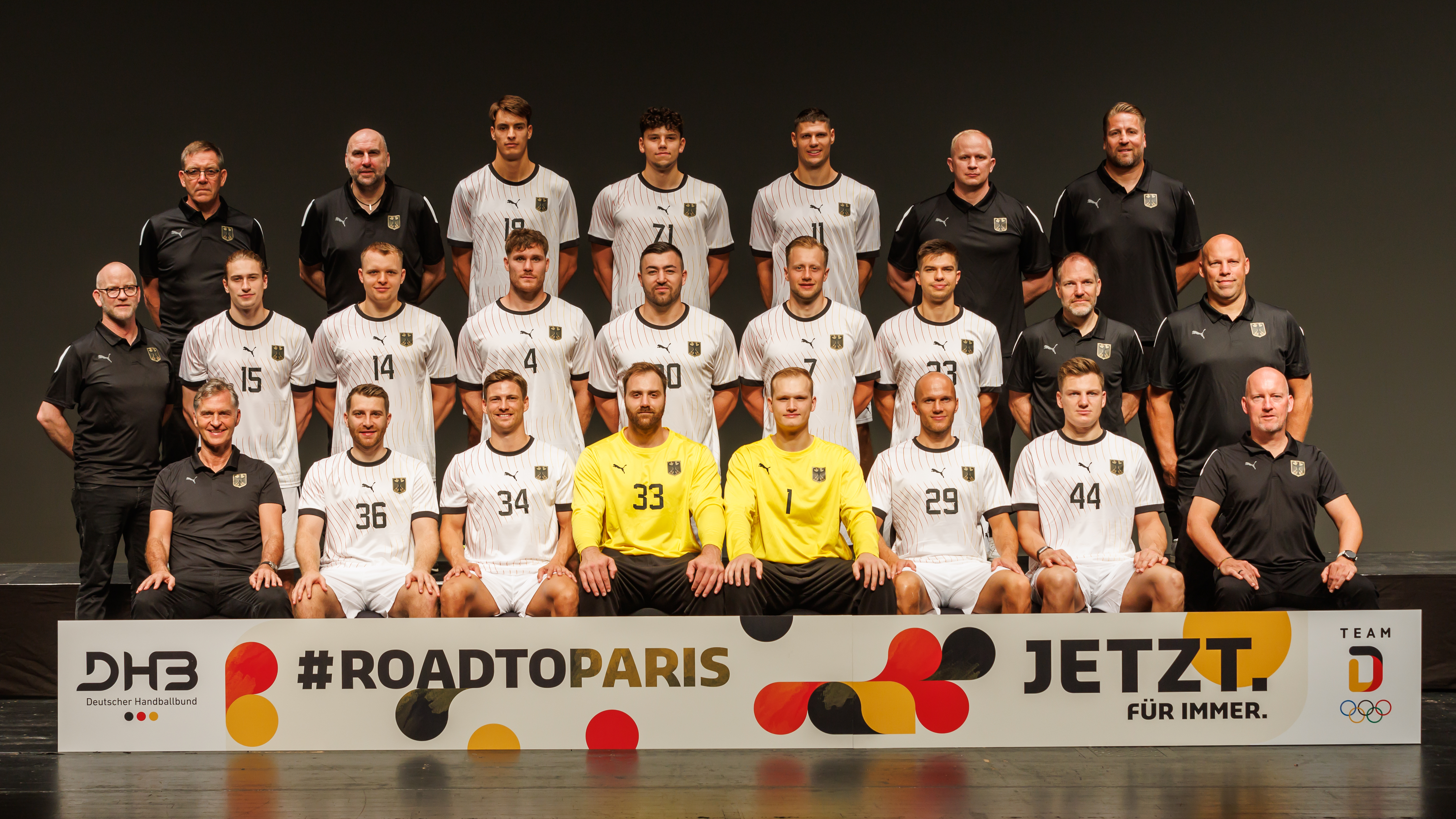
L'équipe nationale allemande pour ces JO.

## Équipes
Remarque : le club indiqué est généralement celui pour la saison 2024-2025.

## Remplacements de joueurs
Les remplacements suivants ont été réalisés au cours de la compétition :
| Date       | Équipe    | Joueur entrant                       | Joueur sortant                  |
| ---------- | --------- | ------------------------------------ | ------------------------------- |
| 28 juillet | Slovénie  | Matej Gaber (no 22)                  | Kristjan Horzen (no 27)         |
| 28 juillet | Slovénie  | Nejc Cehte (no 17)                   | Nik Henigman (no 5)             |
| 28 juillet | Allemagne | Rune Dahmke (no 34)                  | Tim Hornke (no 29)              |
| 28 juillet | Suède     | Felix Möller (no 6)                  | Max Darj (no 5)                 |
| 28 juillet | Espagne   | Adrià Figueras (no 17)               | Javier Rodríguez Moreno (no 99) |
| 30 juillet | Danemark  | Lukas Jørgensen (no 25)              | Simon Hald (no 34)              |
| 30 juillet | Danemark  | Lasse Andersson (no 28)              | Magnus Saugstrup (no 15)        |
| 30 juillet | Espagne   | Javier Rodríguez Moreno (no 99)      | Adrià Figueras (no 17)          |
| 30 juillet | Hongrie   | Pedro Rodríguez Álvarez (en) (no 26) | Miklos Rosta (en) (no 45)       |
| 30 juillet | Argentine | Guillermo Fischer (no 18)            | Diego Simonet (no 6)            |
| 1er août   | Suède     | Jonathan Edvardsson (no 28)          | Daniel Pettersson (no 11)       |
| 1er août   | Suède     | Max Darj (no 5)                      | Felix Claar (no 19)             |
| 1er août   | France    | Aymeric Minne (no 44)                | Dylan Nahi (no 31)              |
| 1er août   | France    | Nicolas Tournat (no 11)              | Yanis Lenne (no 2)              |
| 1er août   | Danemark  | Magnus Saugstrup (no 15)             | Lasse Andersson (no 28)         |
| 1er août   | Allemagne | Justus Fischer (no 14)               | Jannik Kohlbacher (no 80)       |
| 1er août   | Hongrie   | Miklós Rosta (no 45)                 | Zoltán Szita (no 30)            |
| 1er août   | Hongrie   | Roland Mikler (no 16)                | Kristóf Palasics (no 32)        |
| 1er août   | Hongrie   | Egon Hanusz (no 77)                  | Bence Imre (no 91)              |
| 1er août   | Slovénie  | Nik Henigman (no 5)                  | Borut Mačkovšek (no 51)         |
| 3 août     | Slovénie  | Urh Kastelic (no 99)                 | Klemen Ferlin (no 26)           |
| 3 août     | Slovénie  | Kristian Horžen (no 27)              | Matej Gaber (no 22)             |
| 3 août     | Hongrie   | Zoltán Szita (no 30)                 | Miklós Rosta (no 45)            |
| 3 août     | Hongrie   | Kristóf Palasics (no 32)             | László Bartucz (no 61)          |
| 3 août     | Hongrie   | Bence Imre (no 91)                   | Egon Hanusz (no 77)             |
| 3 août     | Argentine | Diego Simonet (no 6)                 | Guillermo Fischer (no 18)       |
| 3 août     | Allemagne | Jannik Kohlbacher (no 80)            | Luca Witzke (no 7)              |
| 3 août     | Égypte    | Akram Yousri (no 53)                 | Mohab Abdelhak (no 48)          |
| 5 août     | Égypte    | Mohab Abdelhak (no 48)               | Akram Yousri (no 53)            |
| 6 août     | Allemagne | Luca Witzke (no 7)                   | Justus Fischer (no 14)          |
| 6 août     | Suède     | Felix Claar (no 19)                  | Felix Möller (no 6)             |
| 6 août     | Slovénie  | Klemen Ferlin (no 26)                | Urh Kastelic (no 99)            |
| 6 août     | Slovénie  | Matej Gaber (no 22)                  | Nik Henigman (no 5)             |
| 6 août     | Slovénie  | Borut Mačkovšek (no 51)              | Nejc Cehte (no 17)              |